# Legge di separazione tra Stato e Chiese del 1905

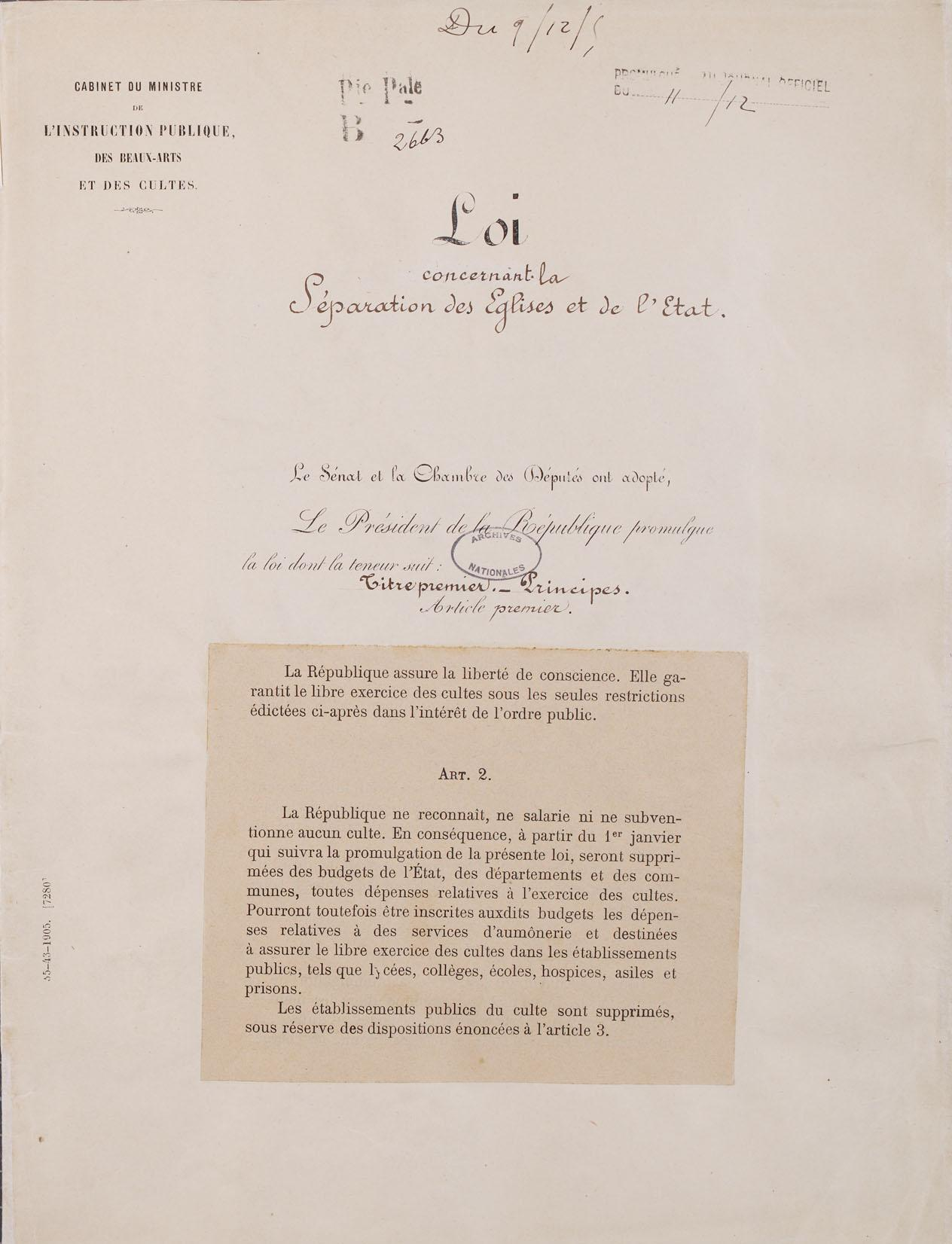
Prima pagina della legge.

La legge di separazione tra Stato e Chiese del 1905 è una legge adottata il 9 dicembre 1905 su iniziativa del deputato repubblicano-socialista Aristide Briand e di Emile Combes, che era a favore del secolarismo senza eccessi. È soprattutto l'atto fondante nel confronto violento tra le due concezioni del posto delle Chiese nella società francese per quasi venticinque anni. Con esso la Francia divenne definitivamente uno stato separatista, laico ed aconfessionale, realizzando la completa separazione tra Stato e Chiesa cattolica, garantendo al contempo la piena libertà di culto, che fu sospesa in parte solo durante il regime filonazista d'occupazione di Vichy (1940-1944).
Sostituì il regime entrato in vigore con il Concordato del 1801, che è ancora attualmente vigente in Alsazia e nella Mosella per ragioni storiche. I funzionari alsaziani la resero una delle tre condizioni per l'accettazione dell'annessione alla Francia nel 1919, senza le quali avrebbero chiesto un referendum. Il governo francese non poteva correre il rischio di vanificare l'annessione dell'Alsazia-Lorena dopo una guerra tanto dura ed accettò.
L'attuazione della legge venne completata nel 1924 con l'autorizzazione delle associazioni diocesane, che permise di regolarizzare, 18 anni dopo, la situazione del culto cattolico.

## Contesto: una dolorosa separazione

### La genesi
Seguendo John Locke, i filosofi illuministi, come Voltaire e Diderot, resuscitarono la questione della separazione tra Chiese e Stato nell'Europa del XVIII secolo, già presente in minima parte durante l'epoca del gallicanesimo. In Francia, dopo l'ondata violenta di scristianizzazione del 1793 nella rivoluzione francese, caratterizzato da laicismo, anticlericalismo ed ateismo ufficioso nella forma del culto della Ragione (nonostante Robespierre ribadisse che il culto dovesse restare libero anche se controllato, difatti la Prima Repubblica Francese non praticò mai l'ateismo di Stato ufficiale) ed il breve periodo della legge sul culto dell'Essere Supremo del maggio-giugno 1794, la prima separazione fu stabilita, infatti, nel 1794 dalla Convenzione nazionale di Termidoro con decreto del 2º giorno complementare dell'anno II (18 settembre 1794), che rimuove dal bilancio la Chiesa costituzionale istituita nel 1791, e confermata il giorno 3 ventoso dell'anno III (21 febbraio 1795) dal decreto sulla libertà di religione, che specifica, nel suo articolo 2, che "la Repubblica non paga alcun culto". Questa prima separazione, in vigore anche nel periodo del Direttorio terminerà con la firma del Concordato del 1801 sotto il Consolato di Napoleone, vigente anche durante il Primo Impero francese, la Restaurazione (con il ristabilimento del cattolicesimo come religione di Stato) e durante la Monarchia di luglio, nonostante nel 1830 fosse stato rinnovato da Luigi Filippo il regime di Stato aconfessionale, con l'abolizione di leggi clericali come quella sul sacrilegio.
La Seconda Repubblica fu scossa da una guerra di classe molto dura. In reazione alla paura sociale, la borghesia liberale incarnata da Adolphe Thiers si riconciliò quindi con i conservatori cattolici. La legge Falloux del 1850 introdusse la libertà di educazione a beneficio della Chiesa. I maestri delle istituzioni cattoliche potevano insegnare senza i titoli richiesti agli altri, cosa che Victor Hugo combatté eloquentemente ma senza successo. Questa vittoria incoraggiò la Chiesa ad opporsi ai repubblicani per tutto il XIX secolo ed ad accanirsi contro il mondo moderno del liberalismo, della democrazia e della Repubblica, nei suoi numerosi giornali, nei sermoni domenicali e nelle encicliche pontificie. La Chiesa, anche durante il Secondo Impero francese, nonostante la politica favorevole di Napoleone III, era preoccupata e denunciò l'indebolimento delle credenze religiose, l'ascesa del positivismo e dello scientismo, ma soprattutto la minaccia dell'Unità d'Italia del movimento nazionalista italiano. Per reazione, la Terza Repubblica fu fondamentalmente anticlericale.

### Il gabinetto del repubblicano Waldeck
Dopo Jules Ferry, per quasi vent'anni non ci furono cambiamenti reali nei campi della secolarizzazione. Con lo scoppio dell'affare Dreyfus nel 1898, la Francia si divise in due campi: "dreyfusardi" (che comprendevano una parte della sinistra) ed "anti-Dreyfusardi" (che includevano molti uomini di destra e gran parte della gerarchia militare). Sarebbe sbagliato definire l'affare Dreyfus in uno scontro tra sinistra repubblicana e destra clericale e militarista. Il primo difensore di Alfred Dreyfus, il colonnello Georges Picquart, era infatti un militare cattolico. Il perdono presidenziale concesso ad Alfred Dreyfus nel settembre del 1899 fu solo un compromesso. Il caso, che vide l'esplosione dell'antisemitismo e la polarizzazione della società, portò ad una rinascita dell'anticlericalismo di sinistra.
Nel giugno del 1899 Pierre Waldeck-Rousseau formò il gabinetto della difesa repubblicana, qualificato dal campo nazionalista come "gabinetto Dreyfus". Waldeck-Rousseau tuttavia si astenne dall'adottare misure a livello religioso, ma nel 1901 promulgò la legge sulle associazioni. Da un lato, prevedeva un regime di libertà per la creazione di associazioni; in secondo luogo un regime speciale per le congregazioni religiose, che stabiliva che ogni congregazione doveva essere autorizzata per legge, sottomettersi all'autorità del vescovo ordinario e che poteva essere sciolta con un semplice decreto, secondo l'articolo 14 della legge. La maggior parte delle congregazioni (circa quattro su cinque) richiesero l'autorizzazione. Coloro che si rifiutarono di farlo vennero sciolte nell'ottobre del 1901, ma Waldeck-Rousseau informò la Santa Sede che le domande di autorizzazione sarebbero state esaminate con misura. Nel gennaio del 1902 il Consiglio di Stato dichiarò che l'autorizzazione preliminare necessaria alle congregazioni sarebbe ora imposto su qualsiasi scuola in cui insegnavano i congregati, qualunque fosse il loro numero.
Nelle elezioni legislative del 1902, il blocco della coalizione di sinistra repubblicana, prevalse e riprese il lavoro iniziato da Ferry. Émile Combes formò un nuovo governo.

### Emile Combes

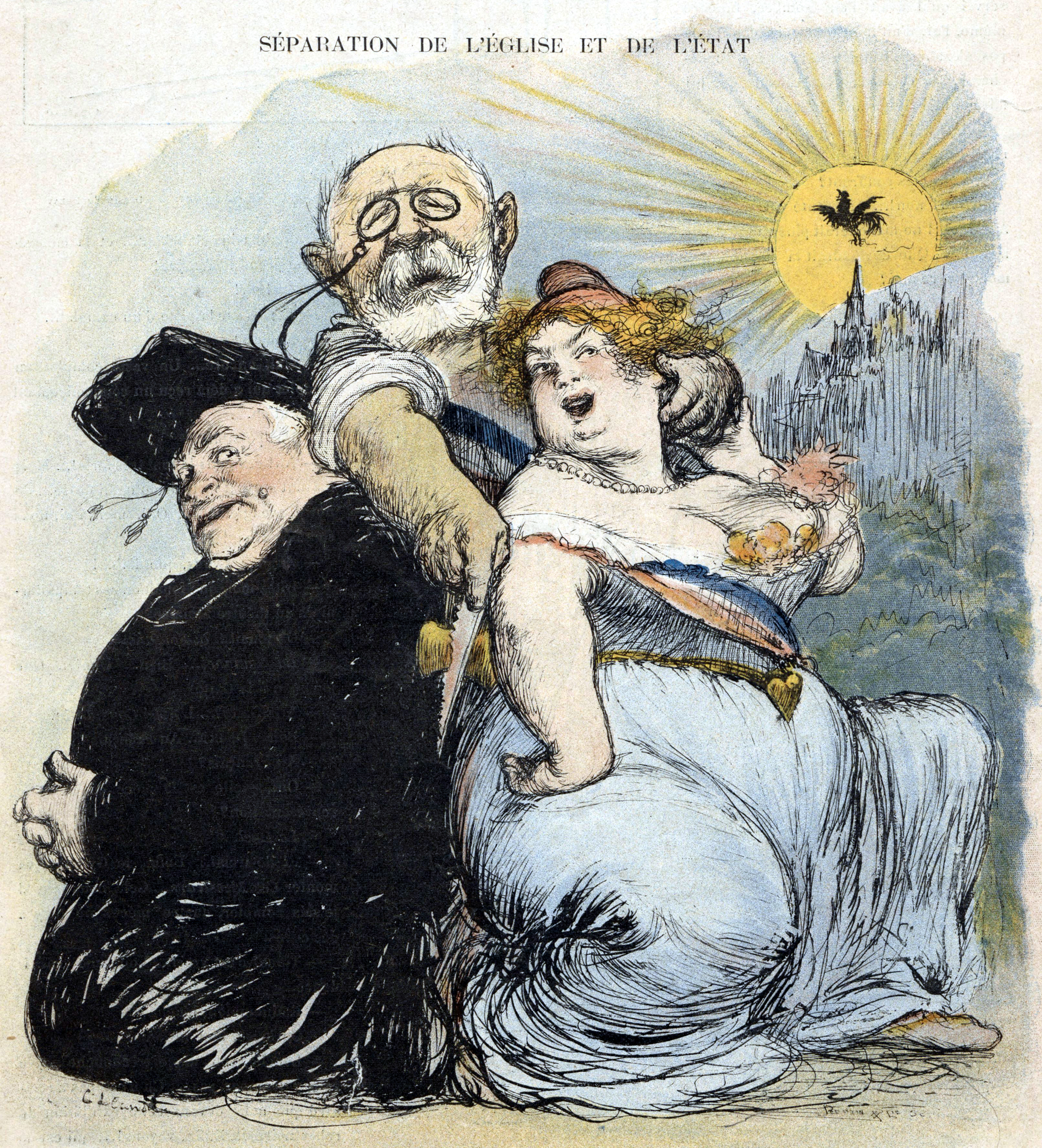
Caricatura pubblicata su Le Rire il 20 maggio 1905. L'uomo nel mezzo è Jean-Baptiste Bienvenu-Martin, ministro della pubblica istruzione del gabinetto di Rouvier.

Il suo primo incarico di governo assunto nel 1895 come ministro della pubblica istruzione e dei culti gli permise di mettere in pratica le sue convinzioni anti-cattoliche. Nel 1902, Émile Combes, soprannominato "piccolo padre Combes", un ex seminarista divenuto ateo e anticlericale, venne portato al governo da una spinta radicale, dopo le elezioni che si giocarono tra favorevoli e contrari all'applicazione della legge del 1901 con maggiore vigore.
Combes non nascose alla sua inaugurazione la sua volontà di condurre una "politica energetica del secolarismo". Questa dichiarazione fu seguita da un irrigidimento delle posizioni precedentemente prese da Waldeck-Rousseau: le richieste di autorizzazione vennero rifiutate in blocco, per assicurare definitivamente la vittoria del laicismo anticlericale sul cattolicesimo. Quindi, nel luglio del 1902, le scuole non autorizzate delle congregazioni autorizzate (circa 3000) vennero chiuse: questa misura diede luogo a molti incidenti, tuttavia principalmente limitati alle regioni più cattoliche, l'Ovest della Francia ed una parte del Massiccio Centrale. 74 vescovi firmano una "protesta". Il governo rispose sospendendo il salario a due di essi.
Una nuova pietra miliare fu posta nel marzo del 1904: tutte le richieste di permesso dalle congregazioni maschili furono respinte. Nel luglio del 1903, le congregazioni femminili subirono lo stesso destino. Questo provocò disaccordi anche nella maggioranza repubblicana. Waldeck-Rousseau rimproverò persino a Combes di aver trasformato una legge di controllo in una legge di esclusione. Infatti, religiosi e religiose vennero espulsi dal Paese. Coloro che resistettero alla rivendicazione del diritto di rimanere nei loro conventi, come i certosini, vennero espulsi manu militari. Per applicare a legge furono chiamati anche alcuni gendarmi in pensione. Migliaia di religiosi trovarono rifugio in terre più ospitali come Belgio, Spagna e Regno Unito.
Già nel 1902 erano state presentate otto proposte, ed Émile Combes, per soffocare questi tentativi, l'11 marzo 1904 creò una commissione per esaminare queste proposte e redigere un progetto di legge.
Sordo alle critiche da destra, indifferente alla chiamata radicale di Georges Clemenceau, che richiese la completa abolizione delle congregazioni, visti come estensioni del "governo romano" in Francia, Émile Combes il 7 luglio 1904 vietò alle congregazioni l'insegnamento e quindi le privò dell'opportunità di predicare e commerciare, con la consapevolezza che l'insegnamento delle congregazioni sarebbe dovuto scomparire entro dieci anni. Combes preparò così una completa secolarizzazione dell'istruzione.

### La rottura delle relazioni diplomatiche con la Santa Sede (1904)
Émile Combes esitò a impegnarsi fermamente per la separazione delle Chiese dallo Stato: infatti, i rapporti tra la Chiesa cattolica e lo Stato nel 1904 erano ancora regolati dal Concordato del 1801, firmato tra Napoleone Bonaparte e papa Pio VII. Questo concordato permetteva al governo di controllare il clero francese nominando i vescovi. Combes aveva paura di perdere il controllo sulla Chiesa affidandosi alla separazione ma la sequenza degli eventi gli lasciò poche alternative: da un lato, nel giugno del 1903, la maggioranza dei deputati decise che era necessario discutere di un'eventuale separazione e costituì un comitato di cui Aristide Briand fu eletto relatore. Dall'altra parte a papa Leone XIII, morto nel luglio del 1903, succedette papa Pio X, uomo dalla calda umanità ma di principi molto conservatori. Gli screzi tra Francia e Santa Sede quindi si moltiplicarono.
Il divieto di insegnare alle congregazioni generò un conflitto con il papa che provocò la rottura dei rapporti diplomatici tra il governo francese e il papato. A quel punto vi era solo un passaggio da sfondare. Inoltre, il progetto maturò rapidamente, perché il papa, direttamente interessato dalle misure sulle congregazioni che dipendevano da Roma, attaccò Émile Combes personalmente.
La visita del Presidente della Repubblica Émile Loubet al re d'Italia Vittorio Emanuele III di Savoia, il cui nonno aveva annesso la città di Roma, fu l'ultima goccia che fece traboccare il vaso: la Santa Sede inviò lettere di protesta anti-francese alle cancellerie europee (si ricordi che era la prima visita ufficiale di un capo di Stato cattolico a Roma dal 1870). Quando il governo francese le fece eco nel maggio del 1904, interruppe immediatamente i rapporti diplomatici con la Santa Sede.
La fine del rapporto tra Repubblica e papato rese obsoleto il regime concordatario: la separazione divenne urgente e Combes era d'accordo. Egli propose un progetto senza tener conto del lavoro della commissione Briand ma venne destabilizzato e costretto a rassegnare le dimissioni dallo scandalo dei biglietti da visita: il ministro della guerra, generale Louis André, aveva usato reti massoniche per spiare gli ufficiali e venire conoscere delle loro opinioni religiose e rallentare la carriera degli ufficiali giudicati insufficientemente repubblicani. Fu il successore di Émile Combes, Maurice Rouvier, a condurre la separazione alla sua fine.

## Lavori preparatori

### La commissione Buisson-Briand
La commissione era composta da trentatré membri. La maggioranza assoluta dei diciassette deputati era apertamente a favore della separazione. La commissione era presieduta da Ferdinand Buisson e il suo relatore era Aristide Briand. Buisson, che sosteneva di essere un "protestante liberale", era il presidente dell'Associazione nazionale dei liberi pensatori ed era famoso per la sua lotta per l'istruzione gratuita e laica, attraverso la Lega dell'educazione. Era anche un grande impiegato di stato, vicino a Jules Ferry, che aiutò a divulgare il "secolarismo sostanziale" - termine non menzionato dalla legge del 1905 - derivato dal vocabolario teologico (laico che designa, nella religione cattolica, i fedeli battezzati non chierici), dal suo dizionario di pedagogia e istruzione primaria. Il relatore della commissione, Aristide Briand, allora quarantatreenne, era un ateo tollerante. Tra i trentatré membri della commissione, c'erano cinque membri esecutivi dell'Associazione nazionale di liberi pensatori. Questa cosa preoccupò i deputati moderati.
Si vide lo scontro tra i sostenitori di una completa distruzione della Chiesa, gruppo che includeva Maurice Allard, Victor Dejeante ed Albert Sarraut, e chi voleva controllare la Chiesa dallo Stato, ritirare la sua proprietà o gestirla come un "consiglio comunale di educazione sociale". Briand e Buisson compresero che era necessaria una legge sulla conciliazione per evitare uno scontro disastroso.
Briand giunse a prendere contatti con gli ecclesiastici e la caduta del combismo diede peso alle sue idee. Maurice Rouvier arrivò alla presidenza del Consiglio. Poco consapevole delle questioni religiose, fece eco al piano della commissione per trovare una soluzione. Briand presentò il suo progetto il 4 marzo. Era un testo esaustivo che includeva una lunga parte storica, studi sulle situazioni delle sette cattoliche, protestanti ed ebraiche, un confronto con le legislazioni di altri paesi e presentava un progetto sintetico. Questa bozza divenne, dopo la discussione, la legge francese sulla separazione delle Chiese e dello Stato.

### L'azione decisiva del relatore Aristide Briand
Il nuovo disegno di legge presentato alla formazione del governo Rouvier era molto ispirato al lavoro della commissione guidata da Briand e la cui relazione venne depositata il 4 marzo 1905. In via preliminare, Briand disse che la "separazione corretta e completa tra Chiese e Stato" era la risposta indispensabile alle difficoltà politiche che dividevano la Francia.
Il compito di Briand era molto complesso: doveva convincere una parte della destra cattolica che questa legge non era una legge di persecuzione della Chiesa, senza tuttavia essere troppo conciliante agli occhi di una sinistra radicale o di un'estrema sinistra che voleva sradicare il "blocco romano".
Gli interessi e le questioni erano complicate e sfociarono in accesi e appassionati dibattiti: a destra ed a sinistra c'erano divisioni e ci volle tutto l'oratoria di Briand per raccogliere tutti intorno ad un testo, a costo di qualche compromesso. La possibilità di Briand fu che molti nella Camera sembravano aver capito che la separazione era diventata inevitabile e la sua prima vittoria era dovuta al fatto che parte della destra cattolica accettò di far avanzare il dibattito, non come partigiani della separazione, ma per ottenere concessioni che avrebbero reso la separazione meno dolorosa per i cattolici.
Briand, infatti, ben consapevole che se far passare la legge era una cosa, farla rispettare era un'altra. Inoltre una legge di separazione approvata dalla sinistra e rifiutata dai cattolici sarebbe stata inapplicabile. Ecco perché volle dimostrare che non si doveva fare una legge "puntata sulla Chiesa come un revolver", ma che teneva conto delle osservazioni accettabili dei cattolici.
Si deve considerare che Briand era un vecchio amico di Augustin Chaboseau, divenuto il suo segretario personale, che era il fondatore dell'Ordine martinista tradizionale e seguace di Louis Claude de Saint-Martin, che diede peso alle parole per quanto riguardava la separazione e non direttamente la legge di separazione.

### La battaglia sull'articolo 4
Possiamo considerare che la pietra più grande portata alla costruzione della separazione risiede nell'accettazione dell'articolo 4 della legge, in quanto fu oggetto di paure da entrambe le parti della Camera deputati: è l'articolo che afferma a chi, nel nuovo sistema di culto determinato dalla legge di separazione, sarebbero tornati i beni mobili e immobili della Chiesa.
I cattolici temevano che lo Stato volesse spaccare la Chiesa e creare uno scisma, mentre i repubblicani rifiutano di concedere alla Santa Sede il controllo dei beni delle associazioni religiose. A forza di compromessi e in particolare dichiarando che il paese repubblicano sarebbe stato in grado di mostrare il buon senso e l'equità, Briand accettò di rivedere alcune formulazioni dell'articolo 4 proposto da Émile Combes. Il 20 aprile 1905, dichiarò in Aula: "Non abbiamo mai pensato di strappare alla Chiesa cattolica il suo patrimonio per offrirlo come premio allo scisma; questo sarebbe un atto di slealtà che è molto lontano dal nostro modo di pensare".
Mentre la prima versione della legge prevedeva che le proprietà ecclesiastiche sarebbero state devolute ad associazioni di fedeli, non specificate, la nuova versione, difesa a sinistra da Aristide Briand e Jean Jaurès, prevede che queste associazioni religiose previste dalla legge debbano rispettare "le regole di organizzazione generale del culto che si propongono di esercitare".
Il cattolico Albert de Mun, eletto nella Finistère, accolse il "grande colpo di piccone dato alla legge", mentre il senatore Georges Clemenceau, diede battaglia a quella che considerava una sottomissione al governo romano. Accusò Aristide Briand di essere un "socialista papalino" e lo accusò di aver messo nella nuova formulazione dell'articolo "la società di culto nelle mani del vescovo, nelle mani del Papa. Volendo rompere il Concordato, la Camera dei Deputati è rimasta nella mente dei Concordato [...] invece di capire che sarebbe necessario prima l'assicurare la libertà di tutti i fedeli, senza eccezione". Nonostante questo, la legge passò con la maggioranza dei voti della Camera.
Anche l'articolo 6 fu fortemente discusso. La versione originale prevedeva che, in caso di conflitto tra diverse associazioni religiose sull'assegnazione di proprietà devolute, la decisione sarebbe spettata ai tribunali civili. Briand e Jaurès accettarono il desiderio degli anticlericali di trasferire l'arbitrato al Consiglio di Stato, un organo più dipendente dal governo, in modo da permettere di decidere arbitrariamente sull'attribuzione dei luoghi di culto.

### Voto e promulgazione della legge
Infine, e nonostante le differenze abbastanza forti (lo spirito di compromesso che Briand si dimostrò insufficiente per zittire le paure e le proteste dei cattolici) e la divisione di una parte della sinistra radicale, la legge venne votata il 3 luglio 1905 con 341 voti contro 233 nella Camera e il 6 dicembre 1905 con 181 voti contro 102 al Senato.
La legge venne promulgata il 9 dicembre 1905, pubblicata nel Journal officiel de la République française l'11 dicembre ed entrò in vigore il 1º gennaio 1906.
Essa mise fine alla nozione di "culto riconosciuto" e rese le Chiese associazioni di diritto privato. L'articolo 4 organizzò anche la devoluzione della proprietà delle istituzioni religiose alle associazioni religiose.
In risposta alla promulgazione della legge, nel 1908 la Penitenzieria Apostolica confermò che i deputati e i senatori che avevano votato a favore erano scomunicati.

## Disposizioni
Titolo I: Principi

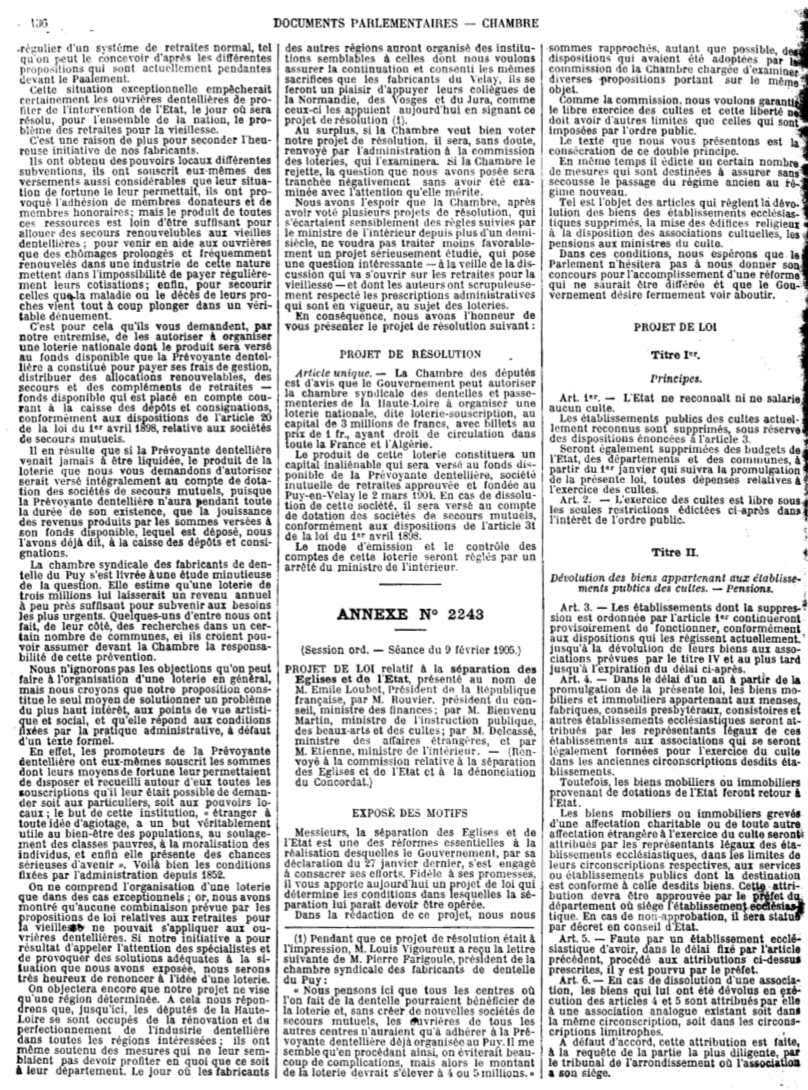
Prima pagina del progetto di legge.

- Articolo 1 descrive lo scopo dell'atto in modo da assicurare "la libertà di coscienza" e garantire "il libero esercizio della religione secondo le disposizioni qui di seguito nell'interesse dell'ordine pubblico".
- Articolo 2 recita: "La Repubblica non riconosce, paga o sovvenziona alcuna setta religiosa, pertanto, dal 1º gennaio successivo alla promulgazione di questa legge, saranno rimossi dai bilanci statali, dei dipartimenti e dei comuni, tutte le spese relative all'esercizio della religione". Le eccezioni sono enumerate riguardo "scuole, università, ospedali, asili e prigioni" così da "garantire il libero esercizio della religione nelle istituzioni pubbliche".

Titolo II: Assegnazione di beni e pensioni
- Articolo 3 richiede che sia fatto un inventario di tutti i luoghi di culto precedentemente sostenuti dal governo.
- Articolo 4 stabilisce un periodo di un anno durante il quale tutti i "beni mobili e immobili di mense, fabbriche, consigli sacerdotali, presbiterali e altre istituzioni pubbliche di culto" devono rispettare le norme per la costituzione di associazioni legali ai sensi dell'articolo 19.
- Articolo 5 stabilisce la consegna al governo di tutte le proprietà trovate durante l'inventario "non soggette a una fondazione pia creata dopo la legge del 18 germinale dell'anno X".
- Articolo 6 richiede che tutti i prestiti concessi a organizzazioni religiose precedentemente sostenuti dallo Stato dovessero essere rimborsati.
- Articolo 7 autorizza a valutare le proprietà delle organizzazioni religiose al prefetto che governava il dipartimento in cui si trovava la proprietà.
- Articolo 8 precisa le conseguenze per l'inosservanza degli articoli di cui sopra.
- Articolo 9 (modificato nel 2015) descrive dettagliatamente i metodi di distribuzione delle proprietà non rivendicate dalle istituzioni religiose alle organizzazioni caritatevoli e ai comuni locali.
- Articolo 10 (modificato nel 2015) prevede la tassazione delle ipoteche e dei trasferimenti di proprietà.
- Articolo 11 (abrogato nel 2011) stabilisce le pensioni per alcuni chierici e impiegati di istituzioni religiose.

Titolo III: Edifici di culto

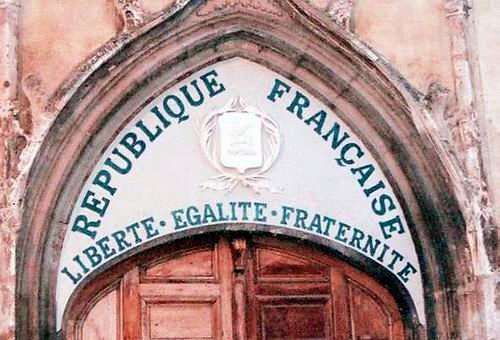
Il motto repubblicano "Liberté, Égalité, Fraternité" fu apposto nel 1905 per dimostrare che questa chiesa era di proprietà dello Stato.

- Articolo 12 (modificato nel 1998) dichiara che tutti gli edifici che lo Stato aveva messo a disposizione delle organizzazioni religiose erano di proprietà dello Stato, in base agli articoli successivi.
- Articolo 13 (modificato nel 2015) specifica che "gli edifici utilizzati per il culto pubblico e gli oggetti mobili che li arredano saranno lasciati gratuitamente agli enti pubblici di culto", descrive dettagliatamente i metodi con i quali potrebbe essere determinata una proprietà controversa e le procedure per la bonifica degli immobili e degli arredi abbandonati da organizzazioni religiose.
- Articolo 14 estende l'articolo 13 a "arcidiocesi, vescovati, canonici e loro dipendenze, seminari e facoltà di teologia protestanti".
- Articolo 15 precisa che "nei dipartimenti della Savoia, dell'Alta Savoia e delle Alpi Marittime" gli edifici usati "per l'esercizio del culto o per l'alloggio dei loro ministri" potevano essere "assegnati dai villaggi sul territorio da cui sono "ai sensi dell'articolo 12, mentre" i cimiteri rimangono proprietà dei villaggi".
- Articolo 16 crea una categoria speciale per "edifici per il culto religioso pubblico (cattedrali, chiese, cappelle, templi, sinagoghe, arcivescovi, vescovi, presbiteri, seminari), in cui saranno inclusi tutti questi edifici rappresentativi in tutto o in parte, per valore artistico o storico".
- Articolo 17 richiede che qualsiasi edificio coperto dagli articoli precedenti fossero offerti a: "1) associazioni religiose, 2) comuni, 3) dipartimenti, 4) musei e società di arte e archeologia, 5) allo Stato", in questo ordine.

Titolo IV: Associazioni per l'esercizio della religione
- Articolo 18 dichiara le associazioni religiose formate coerentemente "con gli articoli 5 e seguenti del titolo I della legge del 1º luglio 1901" "ulteriormente soggette ai requisiti di questa legge".
- Articolo 19 (modificato nel 2009 e nel 2011) spiega nel dettaglio i tipi e le dimensioni delle organizzazioni a cui questa legge si applica.
- Articolo 20 ha consentito alle associazioni di aderire all'art. 7 del decreto del 16 agosto 1901 per formare unioni.
- Articolo 21 (modificato nel 2015) richiede la segnalazione dell'inventario e l'audizione di associazioni e unioni.
- Articolo 22 (modificato nel 2015) limita i fondi di riserva ai "costi di mantenimento del culto".
- Articolo 23 (modificato nel 2015) dichiara le conseguenze del mancato rispetto.
- Articolo 24 esenta gli edifici utilizzati a fini religiosi da alcune tasse di proprietà.

Titolo V: Regolamento delle associazioni religiose
- Articolo 25 dichiara aperti tutti i servizi di culto al pubblico.
- Articolo 26 vieta "incontri politici nei locali normalmente utilizzati per l'esercizio del culto".
- Articolo 27 (modificato nel 1996) regolamenta il suono delle campane.
- Articolo 28 vieta i simboli religiosi "su monumenti pubblici o in qualsiasi luogo pubblico, ad eccezione di edifici usati per il culto, sepolture in cimiteri, monumenti, musei o mostre".
- Articolo 29 dichiara i ministri e le congregazioni responsabili dell'osservanza di questi regolamenti.
- Articolo 30 (abrogato nel 2000) proibiva l'istruzione religiosa nelle scuole statali per studenti tra i sei e i tredici anni.
- Articolo 31 stabilisce sanzioni penali per chi "tramite aggressione, violenza o minacce nei confronti di un individuo o per paura di perdere il lavoro o esporre a danni la sua persona, la sua famiglia o la sua ricchezza" impedisce a un'altra persona di praticare o contribuire a un'organizzazione religiosa. Lo stesso vale per chiunque costringa un altro a partecipare o a contribuire a qualsiasi organizzazione religiosa.
- Articolo 32 stabilisce punizioni specifiche per "coloro che impediscono, ritardano o interrompono gli esercizi di culto".
- Articolo 33 afferma che gli articoli 31 e 32 si applicano solo alle situazioni che non si qualificano per "pene più severe ai sensi delle disposizioni del codice penale".
- Articolo 34 (modificato nel 2000) rende i ministri religiosi responsabili di dichiarazioni diffamatorie fatte nei luoghi di culto.
- Articolo 35 prevede sanzioni penali per le dichiarazioni sediziose fatte dai ministri religiosi nei luoghi di culto.
- Articolo 36 ritiene responsabile per eventuali danni l'associazione coinvolta in qualsiasi condanna ai sensi degli articoli 25, 26, 34 e 35 civilmente.

Titolo VI: Disposizioni generali
- Articolo 37 riguarda l'applicabilità della "sezione 463 del codice penale e della legge del 26 marzo 1891" al presente atto.
- Articolo 38 recita "le congregazioni religiose rimangono soggette alle leggi del 1º luglio 1901, 4 dicembre 1902 e 7 luglio 1904".
- Articolo 39 reca i benefici di alcuni studenti del seminario concessi dalla "sezione 23 della legge del 15 luglio 1889" in base al loro impiego ministeriale.
- Articolo 40 afferma che i ministri religiosi sono squalificati dalle elezioni per uffici municipali per otto anni dopo la ratifica della legge.
- Articolo 41 (abrogato) distribuiva il denaro precedentemente preventivato per sostenere le chiese nei comuni.
- Articolo 42 (abrogato) mantiene le festività legali.
- Articolo 43 (modificato nel 2007) fissa un termine di tre mesi entro il quale saranno stabilite le misure per l'attuazione.
- Articolo 44 specifica le leggi precedenti che restano in vigore insieme alla legge.

## La legge di separazione e le sue conseguenze

### Una legge respinta dalla Santa Sede
La legge fu fortemente criticata da papa Pio X con l'enciclica Vehementer Nos dell'11 febbraio 1906 con la quale condannò la risoluzione unilaterale del Concordato del 1801, protestò per le nuove spoliazioni e rifiutò la costituzione di associazioni religiose, incompatibile con l'organizzazione canonica e gerarchica cattolica e le rispettive funzioni ministeriali del vescovo e parroco (Gravissimo Officii Munere, agosto 1906). Parte del clero francese (in particolare monsignor Louis Duchesne, un prete liberale finito all'Indice pochi anni dopo), tuttavia, sostenne la legge, mentre un'altra parte della destra cattolica si oppose violentemente (in particolare l'Action libérale populaire e l'Action française). Gli ebrei e i protestanti (la cui opinione è ben riassunta dal teologo riformato Wilfred Monod), nel frattempo, accolsero una legge che corrispondeva al loro modo tradizionale di organizzazione di tipo presbiteriano. Il presidente della commissione che aveva preparato la legge, Ferdinand Buisson, era lui stesso protestante liberale.
L'episodio degli inventari si stava dimostrando l'ultimo episodio doloroso che ancora una volta pose la Francia sull'orlo della guerra civile. Infatti, la legge di separazione fece sì che la resistenza determinata di Roma, che vietò ai cattolici di accettare e condannò una legge che si concludeva unilateralmente il Concordato del 1801. In realtà, a causa del rifiuto della creazione di associazioni religiose, i costi molto elevati di riparazione degli edifici religiosi (cattedrali, chiese...) esistenti nella legge del 1905 entrarono a carico dello Stato e dei comuni. Nessuna delle proprietà confiscate nel 1789 o nel 1905 venne restituita (a volte erano le stesse, mentre alcune erano state acquistate dallo Stato). I ministri del culto, non essendo più né impiegati né ospiti dello Stato ottennero una maggiore indipendenza.
Anche le biblioteche di parrocchie, diocesi e seminari furono sequestrate dallo Stato. Affidate a varie biblioteche pubbliche, contribuirono ad arricchire i loro fondi con opere talvolta rare o preziose, soprattutto su questioni religiose, ma non solo.

### Disputa degli inventari

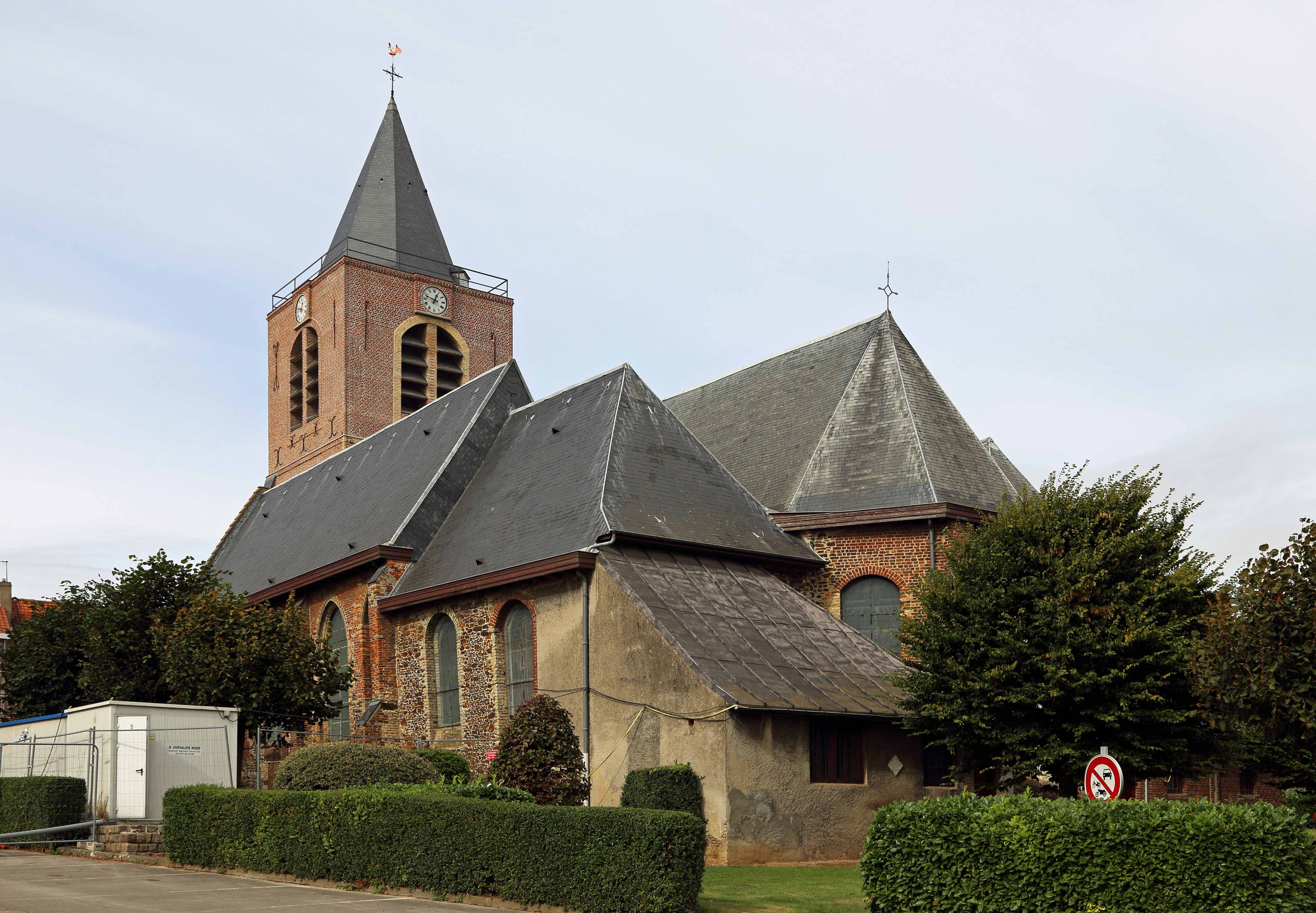
La chiesa di San Martino a Boeschepe dove fu ucciso Géry Ghysel.

L'inventariazione delle proprietà ecclesiastiche provocò resistenza in alcune regioni tradizionaliste e cattoliche, in particolare nell'ovest della Francia (Bretagna e Vandea), nelle Fiandre e in parte nel Massiccio Centrale. L'opposizione dei dimostranti crebbe dopo l'emissione di una circolare del febbraio 1906 che affermava che "gli agenti incaricati dell'inventario richiederanno l'apertura dei tabernacoli". Questo suscitò l’ira dei cattolici, per i quali questo avrebbe costituito un grave sacrilegio. Il 27 febbraio 1906 avvennero degli scontri a Monistrol-d'Allier, una cittadina di mille abitanti. Il 3 marzo, durante il tentativo di inventario fatto nella cittadina di Montregard, 1 800 abitanti, un uomo, André Régis, fu gravemente ferito. Morì il 24 marzo. Il 6 marzo, a Boeschepe, un comune di 2 200 abitanti, durante un altro inventario, un parrocchiano, Géry Ghysel, venne ucciso in chiesa. Il 7 marzo 1906, il gabinetto Rouvier cadde su questo tema, lasciando il posto a un esecutivo guidato da Ferdinand Sarrien.
Quest'ultimo affidò a Briand il Ministero della pubblica istruzione e chiese a Georges Clemenceau di entrare nel governo per averlo con lui piuttosto che entrare in conflitto. Gli fu affidato l'incarico di ministro dell'interno. Clemenceau, notoriamente anticlericale, giocò la carta della pacificazione. Con una circolare del marzo del 1906 invitò i prefetti a sospendere le operazioni di inventario che dovevano ancora essere eseguite. Rimanevano da esaminare 5000 luoghi di culto su 68 000 da inventariare.

### Una Francia divisa e la successiva pacificazione
La disputa degli inventari fu l'ultimo picco di alta tensione tra cattolici e repubblicani, anche se il conflitto durò, su altri aspetti fino al periodo tra le due guerre. La situazione si placò solo con il compromesso raggiunto tra papa Pio XI e la Repubblica nel 1924 e che vide la creazione di associazioni diocesane. Il papa rifiutava ancora di accettare il principio delle associazioni religiose che negavano il ruolo canonico del vescovo nell'organizzazione cattolica.
Ora capiamo che le cicatrici risultanti da questo doloroso divorzio tra Chiesa cattolica e Stato impiegarono anni per cicatrizzarsi. Fu questa una delle missioni del successivo governo, guidato da Armand Fallières (come presidente della Repubblica), Georges Clemenceau (come presidente del Consiglio) e Aristide Briand (come ministro della pubblica istruzione e dei culti).

### Il governo Clemenceau
L'argomento principale del gabinetto Clemenceau, formato nell'ottobre del 1906, rimase l'applicazione della legge di separazione tra Stato e Chiese del 1905, condannata fermamente da papa Pio X. Questo sollevò nuovi dibattiti e la Santa Sede fece di tutto per impedire la formazione di associazioni culturali alle quali sarebbero dovute essere devoluti gli edifici necessari per l'esercizio del culto.
Attaccato da Maurice Allard, Aristide Briand, il 9 novembre 1906 ribatté ricordando che la legge di separazione è un atto di "pacificazione" e sostenendo che la laicità dello Stato "non è antireligiosa ma religiosa". Se la legge non fosse stata applicata entro il dicembre del 1907, Briand dichiarò che avrebbe fatto affidamento sulla legge del 1881 sugli incontri pubblici al fine di mantenere la possibilità di un esercizio legale del culto. Ai sacerdoti che si rifiutavano di sottoscrivere la dichiarazione prima di ogni cerimonia prevista dall'articolo 25 della legge, Briand, con circolare del 1º dicembre 1906, precisò che una dichiarazione annuale deve essere sufficiente per questo esercizio. L'11 dicembre il Consiglio dei ministri ricordò che in caso di mancata dichiarazione annuale, i reati sarebbero stati annotati e sanzionati: la situazione rischiava di degenerare nella creazione di un "crimine di massa". Monsignor Carlo Montagnini, a capo della nunziatura apostolica venne espulso dal governo con l'accusa di incitare al conflitto.
Poiché le associazioni religiose cattoliche non erano costituite, tutti gli edifici ecclesiastici, i vescovati, i seminari, i presbiteri vennero progressivamente sequestrati. Così, a Parigi, il cardinale François-Marie-Benjamin Richard venne espulso dall'Hotel du Chatelet. A questo punto il problema era il futuro di tutti questi edifici.
Il 21 dicembre 1906, un nuovo dibattito, durante il quale Briand accusò la Santa Sede di sostenere l'intransigenza per risvegliare "la fede addormentata nell'indifferenza", portò alla legge del 2 gennaio 1907 che mirava a rendere impossibile l'uscita dalla legalità dei cattolici "qualunque cosa facesse Roma". Con questa legge, da un lato, lo Stato, i dipartimenti e i comuni recuperano definitivamente la libera disposizione di arcivescovati, vescovati, presbiteri e seminari e il pagamento dell'indennità fu sospeso per i sacerdoti non in regola con la legge. D'altra parte, il provvedimento aprì la possibilità di concedere il godimento degli edifici assegnati alla pratica del culto alle associazioni sottostanti la legge del 1901 o ai ministri di culto dichiarati.
Papa Pio X con l'enciclica Une Fois Encore del 6 gennaio 1907 condannò la nuova spoliazione prevista dalla legge del 2 gennaio 1907 e rifiutò i termini della dichiarazione annuale richiesta per l'esercizio del culto. Il governo parlò di un "ultimatum" pontificio e infine, con la legge del 28 marzo 1907, risolse la questione rimuovendo l'obbligo di dichiarazione preventiva per le assemblee pubbliche. Inoltre, più di 30 000 edifici divennero liberamente disponibili per le chiese e il suono delle campane fu esplicitamente autorizzato. In generale, la giurisprudenza amministrativa legittima gli eventi pubblici che soddisfano le tradizioni e le abitudini locali (sepolture religiose, processioni, ecc.). La posizione di pacificazione del governo venne confermata dalla legge del 13 aprile 1908, che considera le chiese come proprietà comunale e prevede casse di mutuo soccorso per i chierici .

### La guerra e la pacificazione
Fu durante la prima guerra mondiale che la questione religiosa venne relegata sullo sfondo e che la Union Sacrée creò una Francia unita sotto lo stendardo tricolore.
Ma ancor prima della sacra unione politica, il giorno dopo l'inizio della prima guerra mondiale, il 2 agosto 1914, Louis Malvy, ministro dell'interno, mandò una circolare ai prefetti nella quale chiedeva che le congregazioni cattoliche espulse fossero di nuovo tollerate. Tutte le limitazioni al cattolicesimo vennero revocate: "Un'apprezzabile apertura è rivolta al mondo cattolico, che non è più al bando della Repubblica". Questa situazione paradossale, considerato il passato, è raramente riportata secondo Jean-Jacques Becker e Stéphane Audoin-Rouzeau.
Alla fine della guerra, il governo decise subito di trasferire al Pantheon di Parigi il cuore di Léon Gambetta, illustre fondatore della Repubblica, e per onorare la memoria di Giovanna d'Arco dichiarò festa nazionale la seconda domenica di maggio
Nel maggio del 1921 furono ripristinati i rapporti diplomatici con la Santa Sede. Papa Benedetto XV fu molto più conciliante del suo predecessore, in particolare promise di consultare Parigi prima delle nomina dei vescovi. Il dialogo con il Vaticano portò, nel 1924, al compromesso delle "associazioni diocesane" elaborate da papa Pio XI e dal governo: lo Stato francese concesse alle associazioni diocesane poste sotto l'autorità dei vescovi lo status di "associazioni religiose": in altre parole, il tipo di organizzazione episcopale della Chiesa cattolica era considerato conforme alla legge, il che consentì di uscire dal blocco causato dall'assenza, dal 1905, delle associazioni religiose cattoliche previste dalla legge. Infine l'Alsazia e la Mosella, ritornate alla Francia nel 1919, mantennero il regime concordatario che avevano nel 1870, quando erano state annesse all'Impero tedesco. Il Secondo Reich aveva infatti mantenuto il Concordato del 1801.
La disputa religiosa rischiò di riaccendersi dopo il successo della coalizione di sinistra alle elezioni legislative dell'11 maggio 1924. Questa decise infatti, in un primo momento, di estendere la legge del 1905 all'Alsazia e alla Mosella, nonostante la promessa contraria fatto al momento dell'annessione del 1919. I rappresentanti eletti dai tre dipartimenti interessati si opposero. I vescovi mobilitarono i cattolici con l'assistenza del generale Édouard de Castelnau, a capo della Federazione cattolica nazionale, e il governo di Édouard Herriot rinviò l'interrogatorio alle disposizioni precedenti. L'anti-clericalismo militante alla fine declinò, poiché le Chiese riguadagnarono un nuovo vigore con la loro libertà.

## Bilancio e prospettive

### Conseguenze immediate
Il voto e l'applicazione della legge di separazione furono le ultime fasi del movimento di secolarizzazione iniziato nel 1789. Il 9 dicembre 1905 è una data capitale che pose fine al Concordato napoleonico ma anche e soprattutto all'antica unione tra la Chiesa cattolica e il potere politico in Francia: questa legge di separazione stabilisce il secolarismo.
La legge di 17 aprile 1906 e il decreto del 4 luglio 1912 affidarono le 87 cattedrali esistenti alla Segreteria di Stato per le Belle Arti, ora Ministero della cultura e della comunicazione, a causa del rifiuto dei dipartimenti di assumersene la gestione. La maggior parte dei 67 edifici esistenti appartiene a un comune: questo è il caso delle chiese costruite prima del 1905 ed erette come cattedrali quando furono create nuove diocesi (ad esempio Pontoise nel 1965 e Le Havre nel 1974) o quelle che avevano perso il loro status di sede episcopale dopo la rivoluzione francese (ad esempio Saint-Malo, Tréguier, Noyon, Lescar, ecc.). La cattedrale di Ajaccio venne assegnata alla regione della Corsica, che nel 2018 divenne una collettività.
Questa proprietà statale si estende a tutte le dipendenze immobiliari e a tutti gli edifici per destinazione e ai mobili che li ospitano. Il quadro giuridico per l'interior design delle cattedrali è stato analizzato da Pierre-Laurent Frier, professore dell'Università Paris 1 Panthéon-Sorbonne e già direttore degli studi presso la Scuola nazionale di antichità. La competenza del consiglio comunale per quanto riguarda le chiese e la proprietà che vi sono installate è stata trattata da Marie-Christine Rouault, decana della facoltà di scienze giuridiche, politiche e sociali dell'Università Lille-II dalla sentenza del 4 novembre 1994 del Consiglio di Stato. Gli edifici costruiti dopo il 1905 rimangono generalmente proprietà di associazioni religiose che sono proprietarie degli edifici. Per gestire il patrimonio mobile dei luoghi di culto, vennero creati uffici per la conservazione di antichità e oggetti d'arte in ogni dipartimento con decreto dell'11 aprile 1908.

### Costituzionalità della legge del 1905
Nel 2006 la commissione Machelon osservò che il Consiglio costituzionale aveva evitato due volte di dare rango costituzionale alla legge del 1905. La Francia era comunque definita come repubblica laica dal primo articolo della Costituzione del 1958. Nella sua decisione del 23 novembre 1977 (chiamata "legge di Guermeur"), il Consiglio costituzionale definì la libertà di coscienza come principio fondamentale riconosciuto dalle leggi della Repubblica in riferimento all'articolo 10 della Dichiarazione dei diritti dell'uomo e del cittadino e al preambolo della Costituzione del 1946, ma senza indicare a quale legge si riferiva. Analogamente, nel 2004, esaminando la compatibilità dell'articolo 70 del trattato che adotta una Costituzione per l'Europa non fece riferimento alla legge del 1905.
Tuttavia, in occasione della domanda prioritaria di costituzionalità sul Concordato dell'Alsazia-Mosella, nel febbraio del 2013 il Consiglio costituzionale decise di trarre lunghi passaggi dalla legge del 9 dicembre 1905 e, di fatto, incorporò questa legge nel blocco di costituzionalità.

### Oltremare
Alla penultima sessione di dibattito all'Assemblea nazionale, il 30 giugno 1905, venne adottato un emendamento che recita: "Il regolamento della pubblica amministrazione determinerà le condizioni alle quali la presente legge sarà applicabile all'Algeria e alle colonie" che differisce dall'applicazione della futura legge al di fuori del territorio metropolitano.
La legge del 1905 si applica ai dipartimenti della Guadalupa, della Martinica e della Riunione, nonché nelle collettività di Saint-Barthélemy e Saint-Martin in virtù di un decreto del 6 febbraio 1911. D'altra parte, i decreti Mandel del 1939 confermano l'assenza di separazione negli altri territori in cui non si applica la legge del 1905: Guyana francese, Polinesia francese, Wallis e Futuna, Saint-Pierre e Miquelon, Caledonia e Mayotte.
Nelle colonie, la legge di separazione non venne applicata se non in Madagascar, dove esisteva una separazione di fatto e dove il governatore Victor Augagneur aveva contrastato duramente il Protestantesimo, considerato favorevole all'Inghilterra e all'autonomia dell'isola. Un decreto dell'11 marzo 1913 accolse i primi due articoli della legge del 1905. Lo stesso avvenne in Camerun, con decreto del 28 marzo 1933. In Algeria, il decreto del 27 settembre 1907 richiese ai capi delle associazioni religiose di essere cittadini francesi. Questo sottrasse di fatto l'Islam all'applicazione della legge del 1905. Con la circolare Michel del 16 febbraio 1933 lo Stato regolò anche il diritto di predicare nelle moschee.

### Caso dell'Alsazia-Mosella
Poiché l'Alsazia e la Mosella non erano francesi all'epoca della promulgazione della legge, oggi hanno ancora uno status speciale, una sorta di ultima eredità del concordato: vescovi, sacerdoti, rabbini e pastori sono sempre trattati come dipendenti pubblici e la manutenzione degli edifici è pagata dallo Stato. Anche l'educazione religiosa nelle scuole pubbliche è preservata. La validità di questa eccezione venne confermata nel febbraio del 2013 dal Consiglio costituzionale.

### Evoluzioni
Dalla sua pubblicazione, la giurisprudenza completò la legge con oltre 2 000 pagine di opinione. Secondo gli ispettori generali per gli affari culturali François Braize e Jean Petrilli, questo integrata e modifica gran parte della legge originale.
La legge del 19 agosto 1920 (pubblicata nella Gazzetta ufficiale il 21 agosto) sulla costruzione della Grande Moschea di Parigi, si discosta di tanto in tanto dalla legge del 1905 con la concessione alla sua costruzione di una sovvenzione di 500 000 franchi, ottenuta grazie a una sottoscrizione dei musulmani provenienti dal Nord Africa. La città di Parigi decise inoltre all'unanimità di fare donazioni perpetue e gratuite dei terreni necessari.

### Riforme recenti
Nel 2000, l'articolo 30 che proibiva l'istruzione religiosa durante l'orario scolastico nelle scuole pubbliche venne abrogato e codificato nella sezione L.141-4 del Codice dell'istruzione (ordine 2000-549 del 15 giugno 2000 articoli 7-24).
Nel 2003 ci fu un cambiamento nella legge riguardante l'uso di simboli religiosi evidenti a scuola. Questo suggerimento suscitò le critiche di alcuni politici francesi, che temevano il ritorno ad un'unione tra governo e religione, ripristinando in tal modo il concetto di religione di Stato.
Nel 2004, alla vigilia del centenario della legge istitutiva della laicità repubblicana, Nicolas Sarkozy, allora ministro dell'economia e già ministro dell'interno e degli affari religiosi, si interrogò, in un libro intitolato La République, les religions, l'espérance, su una possibile modifica della legge, senza però metterne in discussione le basi. Propose di dare allo Stato i mezzi per poter controllare efficacemente il finanziamento del culto e liberalizzare il culto musulmano dalla tutela di paesi stranieri per essere in grado di limitare l'influenza di questi paesi sulla comunità musulmana di Francia. Questo controllo implicherebbe, come effetto collaterale, la concessione di agevolazioni per la formazione di ufficiali religiosi, ad esempio fornendo insegnanti di materie non religiose all'addestramento di sacerdoti, pastori o imam.
In occasione della domanda prioritaria di costituzionalità del Concordato dell'Alsazia-Mosella, il Consiglio costituzionale nel febbraio del 2013 la validità costituzionale di questa eccezione, ritenendo che la tradizione repubblicana osservato da tutti i governi dal 1919 e dalla Costituzione della Quinta Repubblica non aveva "messo in discussione le disposizioni legislative o regolamentari specifiche applicabili in varie parti del territorio della Repubblica con l'entrata in vigore della Costituzione e per l'organizzazione di alcuni culti".
Nel 2015 contro l'Institut des cultures d'Islam sorsero polemiche sulla non conformità con la legge di separazione tra Stato e Chiese del 1905, in merito al suo finanziamento da parte dello Stato francese.
Nel 2018 alcuni giuristi ritennero che le norme di eccezione imposte alle congregazioni religiose dalla legge sulle associazioni del 1901 siano in contraddizione con la giurisprudenza della Corte europea dei diritti dell'uomo e contravvengano agli articoli 9, 10 e 14 della Convenzione europea dei diritti dell'uomo.

### Notorietà
La legge del 9 dicembre 1905 è frequentemente menzionata durante i dibattiti sul laicismo in Francia, in particolare a seguito di incidenti riportati dai media e dalla classe politica (ad esempio la questione sul velo islamico e lo status dei presepi natalizi).
Dal 9 dicembre 2011, il 9 dicembre è riconosciuto in Francia come giorno nazionale della secolarizzazione.
Alcune autorità locali francesi hanno intitolato al giorno di promulgazione della legge una via.